# Уго Альварес (футболіст, 2003)
У́го А́льварес Анту́нес (ісп. Hugo Álvarez Antúnez; нар. 2 липня 2003, Оренсе) — іспанський футболіст, вінгер клубу «Сельта».

## Клубна кар'єра
2007 року у віці чотирьох років почав займатися футболом в системі «Оренсе», а 2011 року приєднався до академії «Сельти». 25 жовтня 2021 року дебютував в основному складі «Сельти» в матчі Ла-Ліги проти «Хетафе», вийшовши на заміну Денісу Суаресу. З літа 2022 року почав виступати за резервну команду клубу в Прімері Федерасьйон. 18 грудня 2022 року в поєдинку проти «Уніоністаса» забив свій перший гол у кар'єрі.
15 травня 2024 року в матчі Ла-Ліги проти «Атлетіка» (Більбао) забив свій перший гол за «Сельту», принісши перемогу своїй команді (2-1).
26 листопада 2024 року продовжив контракт із «Сельтою» до літа 2028 року.

## Кар'єра в збірній
В жовтні 2024 року вперше викликаний в збірну Іспанії до 21 року для участі в матчах кваліфікації молодіжного чемпіонату Європи 2025 проти збірних Казахстану та Мальти. 10 жовтня в поєдинку з Казахстаном дебютував за молодіжну збірну.

## Статистика виступів
Станом на 18 травня 2025
| Клуб              | Сезон             | Чемпіонат           | Чемпіонат | Чемпіонат | Кубок | Кубок | Єврокубки | Єврокубки | Всього | Всього |
| Клуб              | Сезон             | Дивізіон            | Матчі     | Голи      | Матчі | Голи  | Матчі     | Голи      | Матчі  | Голи   |
| ----------------- | ----------------- | ------------------- | --------- | --------- | ----- | ----- | --------- | --------- | ------ | ------ |
| Сельта Б          | 2022–23           | Прімера Федерасьйон | 37        | 2         | —     | —     | —         | —         | 37     | 2      |
| Сельта Б          | 2023–24           | Прімера Федерасьйон | 27        | 6         | —     | —     | —         | —         | 27     | 6      |
| Сельта Б          | Всього            | Всього              | 64        | 8         | 0     | 0     | 0         | 0         | 64     | 8      |
| Сельта            | 2021–22           | Ла-Ліга             | 1         | 0         | 1     | 0     | —         | —         | 2      | 0      |
| Сельта            | 2023–24           | Ла-Ліга             | 12        | 1         | 4     | 0     | —         | —         | 16     | 1      |
| Сельта            | 2024–25           | Ла-Ліга             | 26        | 4         | 2     | 0     | —         | —         | 28     | 4      |
| Сельта            | Всього            | Всього              | 39        | 5         | 7     | 0     | 0         | 0         | 46     | 5      |
| Всього за кар'єру | Всього за кар'єру | Всього за кар'єру   | 104       | 13        | 7     | 0     | 0         | 0         | 111    | 13     |